# ゅ 13-14
『ゅ 13-14』（ゆのいちさんいちよん）は、日本のロックバンド、UNICORNの13作目のオリジナルアルバム。2016年8月10日発売。発売元はキューンミュージック。

## 解説
- オリジナルアルバムとしては『イーガジャケジョロ』より約2年6か月ぶり。DVD付初回生産限定盤、通常盤、カセットテープ、2枚組アナログ盤、完全生産限定豪華BOX（CD+DVD+アナログ+カセットテープ+グッズ）の5パターンが発売。
- 再結成後のアルバムとしては初めて、全曲が各メンバー単独でのクレジットで、共作の楽曲が皆無のアルバムとなった。
- アルバムタイトルの「ゅ 13-14」は「(ユ）ニコーンの（13）枚目のアルバムで（14）曲収録」という意味。

## リリース履歴
| No. | 日付          | レーベル             | 規格                         | 規格品番                                                | 最高順位 | 備考                                                       |
| --- | ------------- | -------------------- | ---------------------------- | ------------------------------------------------------- | -------- | ---------------------------------------------------------- |
| 1   | 2016年8月10日 | キューンミュージック | CD CD+DVD LP CT CD+DVD+LP+CT | KSCL-2758 KSCL-2756〜7 KSJL-6183〜4 KSTL-1 KSCL-2750〜5 | 1位      | 通常盤 初回限定盤 アナログ盤 カセットテープ 完全生産限定盤 |

## 収録曲

### CD盤
| 全編曲: UNICORN。 |                            |            |            |            |       |
| #                 | タイトル                   | 作詞       | 作曲       | ボーカル   | 時間  |
| 1.                | 「すばやくなりたい」       | 奥田民生   | 奥田民生   | 奥田民生   | 2:34  |
| 2.                | 「オーレオーレパラダイス」 | 手島いさむ | 手島いさむ | 手島いさむ | 3:36  |
| 3.                | 「サンバ de トゥナイト」   | ABEDON     | ABEDON     | ABEDON     | 4:07  |
| 4.                | 「僕等の旅路」             | 手島いさむ | 手島いさむ | 川西幸一   | 4:15  |
| 5.                | 「道」                     | EBI        | EBI        | EBI        | 4:23  |
| 6.                | 「ハイになってハイハイ」   | 奥田民生   | 奥田民生   | 奥田民生   | 3:01  |
| 7.                | 「マッシュルームキッシュ」 | 川西幸一   | 川西幸一   | EBI        | 2:18  |
| 8.                | 「TEPPAN KING」            | ABEDON     | ABEDON     | ABEDON     | 3:14  |
| 9.                | 「マイホーム」             | 奥田民生   | 奥田民生   | 奥田民生   | 4:22  |
| 10.               | 「CRY」                    | EBI        | EBI        | EBI        | 5:33  |
| 11.               | 「エコー」                 | 奥田民生   | 奥田民生   | 奥田民生   | 4:27  |
| 12.               | 「第三京浜」               | ABEDON     | ABEDON     | ABEDON     | 4:07  |
| 13.               | 「風と太陽」               | ABEDON     | ABEDON     | 奥田民生   | 4:07  |
| 14.               | 「フラットでいたい」       | 川西幸一   | 川西幸一   | 奥田民生   | 1:43  |
| 合計時間:         | 合計時間:                  | 合計時間:  | 合計時間:  | 合計時間:  | 50:38 |

### 初回特典DVD
- MOVIE31 「ゅ 13-14」レコーディングドキュメント

## 参加ミュージシャン
- ABEDON - ボーカル、キーボード、コーラス、ギター(#2、#8)、鈴(#2)、トランペット(#5)、ベース(#10)、ハープ (#11、#14)、ピアニカ(#11)、チューブラーベル(#13)
- EBI - ベース(#10以外)、ボーカル、コーラス、アコースティック・ギター(#10)
- 奥田民生 - ボーカル、ギター、コーラス、タンバリン(#2、#4、#7、#10、#11)、サンバホイッスル(#3)、クイーカ(#3)、カウベル(#3)、摺鉦(#3)、ギロ(#3)、シェイカー(#3)、ドラムス(#4)、サックス(#5)、木魚(#5)
- 川西幸一 - ドラムス(#4以外)、ボーカル、コーラス、パーカッション(#3、#8)
- 手島いさむ - ギター、ボーカル、コーラス